# Municipio de Round Grove (condado de Marion)
El municipio de Round Grove (en inglés: Round Grove Township) es un municipio ubicado en el condado de Marion en el estado estadounidense de Misuri. En el año 2010 tenía una población de 835 habitantes y una densidad poblacional de 5,44 personas por km².

## Geografía
El municipio de Round Grove se encuentra ubicado en las coordenadas 39°54′10″N 91°42′25″O / 39.90278, -91.70694. Según la Oficina del Censo de los Estados Unidos, el municipio tiene una superficie total de 153.52 km², de la cual 152,33 km² corresponden a tierra firme y (0,77 %) 1,18 km² es agua.

## Demografía
Según el censo de 2010, había 835 personas residiendo en el municipio de Round Grove. La densidad de población era de 5,44 hab./km². De los 835 habitantes, el municipio de Round Grove estaba compuesto por el 97,6 % blancos, el 0,72 % eran afroamericanos, el 0,12 % eran amerindios, el 0,24 % eran asiáticos, el 0,6 % eran de otras razas y el 0,72 % eran de una mezcla de razas. Del total de la población el 1,44 % eran hispanos o latinos de cualquier raza.